# دیسکو (آلبوم کایلی مینوگ)
دیسکو (انگلیسی: Disco) پانزدهمین آلبوم استودیویی خواننده استرالیایی کایلی مینوگ است که در ۶ نوامبر ۲۰۲۰ توسط بی‌ام‌جی رایتز منیج‌منت منتشر شد.